# Ротенберг, Аркадий Романович
Арка́дий Рома́нович Ротенбе́рг (род. 15 декабря 1951, Ленинград) — российский предприниматель, миллиардер. Заслуженный тренер и Заслуженный работник физической культуры Российской Федерации (2005), доктор педагогических наук, автор более 30 учебно-методических и научных работ в сфере организации и управления тренировочным процессом. Герой Труда Российской Федерации (2020). Считается близким другом президента Российской Федерации Владимира Путина.
Из-за аннексии Крыма и вторжения России на Украину находится под международными санкциями всех стран Евросоюза, США, Великобритании и ряда других государств.

## Биография
Родился 15 декабря 1951 года в Ленинграде.

### Образование
В 1978 году окончил Ленинградский государственный университет физической культуры имени П. Ф. Лесгафта.
Доктор педагогических наук. В 2014 году в работах Аркадия Ротенберга были обнаружены заимствования, то есть часть текста диссертации была скопирована без упоминания автора.

### Семья
- Первая жена — Галина, родившая ему сыновей Павла, Игоря и дочь Лилию[6].
  - Сын — Игорь Ротенберг (род. 1973), бывший директор Департамента имущества ОАО «Российские железные дороги» с мая 2004 года, бывший глава Департамента промышленности, транспорта и связи Минимущества РФ до 2004 года[7][8], c октября 2010 года председатель совета директоров Открытого акционерного общества «Теплоэнергетическая компания Мосэнерго»[9]. С 2014 года — председатель Совета директоров ООО «Газпром бурение»[10].
  - Дочь — Лилия Ротенберг (17.04.1978), имеет медицинское образование, владеет берлинской медицинской клиникой Vitalis-medical.[источник не указан 787 дней]
  - Сын — Павел Ротенберг (род. 2000), хоккеист «Brookings Blizzard» (Брукингс, Южная Дакота, США)[11][12].
- Вторая жена (с 2005 по 2013 г.) — Наталья Сергеевна Скарлыгина[13], которая младше его на 30 лет. Бывшая жена проживает в Великобритании с двумя их общими детьми[14]. Они развелись в 2015 году в Великобритании. Хотя финансовые детали развода являются конфиденциальными, соглашение включает разделение использования особняка в Суррее за 35 млн фунтов стерлингов и квартиры в Лондоне за 8 млн фунтов стерлингов. Адвокаты пары получили приказ о неразглашении информации, запрещающий СМИ в Великобритании сообщать о разводе, но приказ был отменен после подачи апелляции[15].
  - Дочь — Варвара[14].
  - Сын —  Игорь[14].
- Брат —  Борис Романович Ротенберг (род. 1957), российский бизнесмен, вице-президент Федерации дзюдо России, совладелец банка «Северный морской путь», гражданин Финляндии[16].
  - Племянник —  Роман Борисович Ротенберг (род. 1981), гражданин Финляндии, он же Майкл Оливер Ротенберг — с 2009 г. — гражданин Российской Федерации[17]. Первый вице-президент Федерации хоккея России, вице-президент по маркетингу и развитию бизнеса хоккейного клуба СКА с мая 2011 года[18]. С января 2022 — главный тренер хоккейного клуба СКА.
  - Племянник — Борис Борисович Ротенберг (род. 1986), гражданин Финляндии и России, футболист.

### Спорт

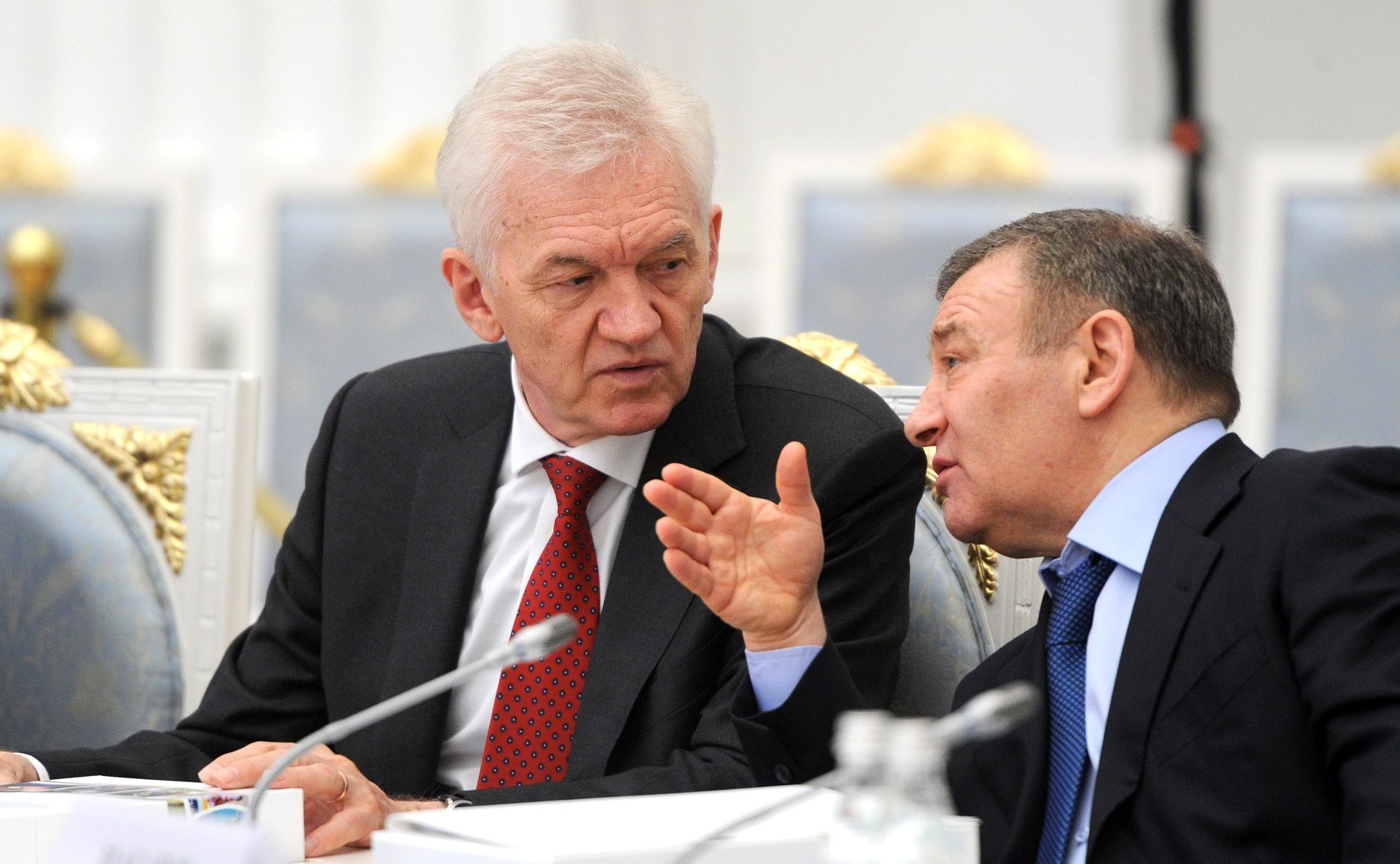
Председатель совета директоров Континентальной хоккейной лиги Геннадий Тимченко (слева) и президент ХК «Динамо» (Москва) Аркадий Ротенберг на заседании Совета по развитию физической культуры и спорта. 2 июня 2015 года

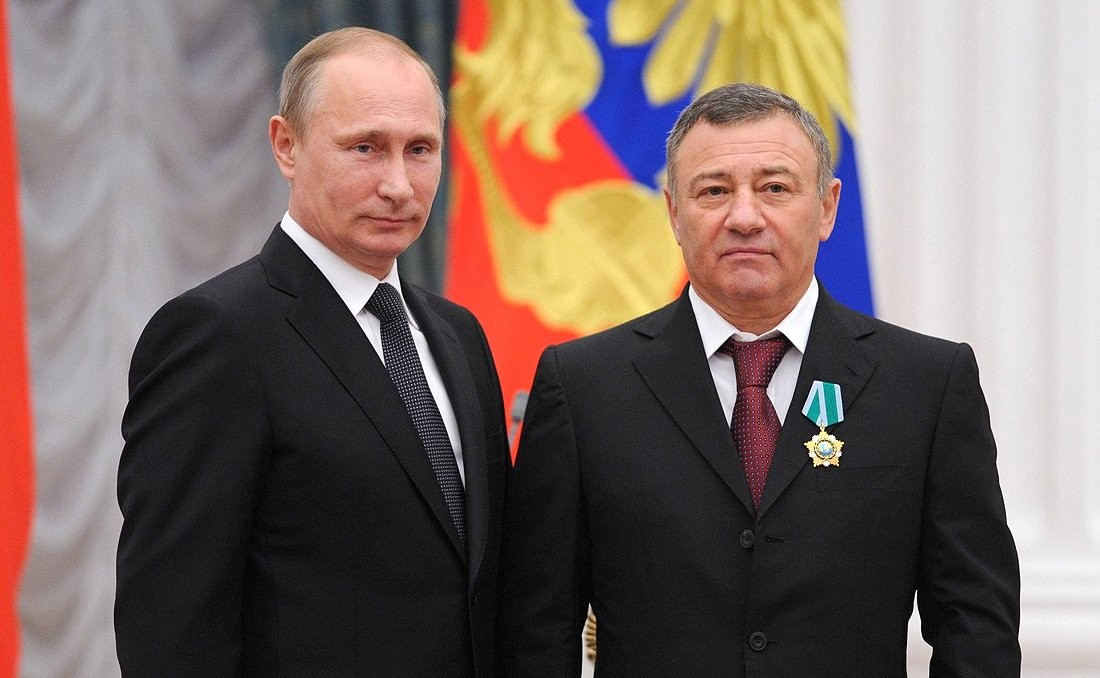
Награждение орденом Дружбы. Москва. Кремль. 29 октября 2012 года

До 12-летнего возраста увлекался акробатикой.
В 1964 году стал заниматься борьбой (самбо, затем дзюдо) у тренера Анатолия Рахлина, в одной группе с Владимиром Путиным.
Более 15 лет проработал тренером дзюдо и самбо в спортивных клубах Ленинграда.
В начале 1990-х годов помогал Путину, занимавшему в это время пост председателя Комитета по внешним связям (КВС) мэрии Санкт-Петербурга, продолжать занятия дзюдо, выступая на тренировках в качестве его спарринг-партнёра.
С 1998 года — генеральный директор созданного совместно с Геннадием Тимченко по идее Владимира Путина Санкт-Петербургского спортивного клуба дзюдо «Явара-Нева», почётным президентом которого стал Владимир Путин.
21 августа 2015 года был избран председателем правления Федерации хоккея России.
В 2016 году издательство «Просвещение» выпустило учебно-методическое пособие «Искусство дзюдо. От игры к мастерству». Его авторами стали Владимир Путин, Аркадий Ротенберг и профессор кафедры теории и методики борьбы университета имени Лесгафта, мастер спорта по дзюдо Алексей Григорьевич Левицкий.
10 сентября 2016 попал в число более 100 человек, которым президент России Владимир Путин объявил благодарность «за заслуги в области физической культуры и спорта», а также за «большой вклад в развитие отечественного хоккея».
В 2016 году принял участие в съёмках документального фильма «Иппон — чистая победа», посвященного подготовке Олимпийской Сборной России по дзюдо к Олимпийским Играм 2016 года.

### Коммерческая деятельность
Со слов Аркадия Ротенберга, в 1991 году он принимал участие в создании и работе кооператива, который занимался подготовкой и проведением соревнований по различным видам единоборств: самбо, потом дзюдо, вольной и классической борьбе. Вместе с братом Борисом, который в то время жил в Финляндии, занимался бартерными поставками, в том числе и для структур «Газпрома».
В декабре 1991 года стал одним из учредителей фирмы АОЗТ «Балтийские бизнес-партнёры» с 10-процентной долей в уставном фонде. В июле 1993 года возглавил «Фирму Грант». В 1995 году стал соучредителем ООО «Охранное предприятие "Шилд"» и компании ООО «РКК», в 1998 году стал генеральным директором Санкт-Петербургского спортивного клуба дзюдо «Явара-Нева».
В феврале 1997 года учредил Фонд «Международный информационно-аналитический центр».
В 2000 году Путин, став президентом России, создал государственное предприятие ОАО «Росспиртпром» (контролировавшее тогда 30 % российского рынка водки), назначив руководителем А.Ротенберга.
В 2001 году совместно с Константином Голощаповым приобрёл банк «Северный морской путь» (СМП Банк), в котором возглавил совет директоров. Впоследствии долю Константина Голощапова выкупил брат Аркадия — Борис. С 2002 года — член совета директоров СМП Банка.
В 2002 году совместно с Борисом создали компании «Трубная промышленность» и «Трубный металлопрокат».
С 2004 года — председатель совета директоров СМП банка.
В середине нулевых по предложению Александра Эбралидзе входил в совет директоров и был членом клуба петербургской компании «Талион», которая занималась гостиничным, девелоперским и игорным бизнесом. При этом в интервью газете «Коммерсантъ» Аркадий Ротенберг утверждал, что не имеет с компанией «Талион» никаких денежных отношений.
Существующие факты свидетельствуют о том, что «Газпром» производил оплату услуг Ротенбергу по завышенным ценам. В 2007 году «Газпром» отклонил ранний план строительства трубопровода и вместо этого заплатил Ротенбергу 45 млрд долларов[уточнить], что составляет 300 % обычных расходов, для строительства трубопровода протяжённостью в 2400 км в Северном полярном круге в сравнение с ценами других подрядчиков.
В 2007 году учредил «Стройгазмонтаж». В конце марта «Стройгазмонтаж» выиграла первый конкурс «Газпрома» на строительство наземной части «Северный поток», ветки Грязовец — Выборг.
В 2008 году после того, как Ротенберг сформировал «Стройгазмонтаж» (SGM) с пятью компаниями, которые он приобрел ранее у «Газпрома» за 348 млн долларов, уже в следующем году компания получила более 2 млрд долларов дохода. Затем Ротенберг купил проект «Трубы Северной Европы», который в итоге поставил 90 % труб большого диаметра для «Газпрома» за счет чего получил прибыль в 30 %, что в два раза превышает средний показатель по отрасли.
В октябре 2008 года СМП-банк купил башкирский банк «Инвесткапитал».
Летом 2008 года приобрёл специализирующиеся на реализации инвестиционной программы «Газпрома» «Волгограднефтемаш» (производитель нефтегазового оборудования) и четыре строительные фирмы — «Ленгазспецстрой», «Спецгазремстрой», «Краснодаргазстрой» и «Волгогаз» с суммарным оборотом 43,5 млрд руб. за 8,39 млрд руб.
Без конкурса в мае 2009 года получил подряд «Газпрома» на строительство газопровода Джубга — Лазаревское — Сочи, позже — на строительство газопровода Сахалин — Хабаровск — Владивосток.
В 2009 году создал страховую компанию «СМП-страхование».
В марте 2010 года совместно с братом Борисом приобрёл компанию «Северный европейский трубный проект» (76 % акций на двоих). В 2014 году компания закрылась в связи с решением бизнесмена посвятить большее внимание инфраструктурному строительству.
На начало 2010 года считал приоритетным для себя направлением нефтегазовое строительство.
По данным газеты «Ведомости», Ротенберг входит в совет директоров компании-застройщика платной дороги Москва — Петербург через Химкинский лес, этим издание объясняет её серьёзный административный ресурс. Несмотря на сопротивление общественности, автомагистраль Москва — Санкт-Петербург М 11 была проложена через Химкинский лес и в 2015 году принята в эксплуатацию.
По данным газеты «Ведомости», незадолго до окончания президентских полномочий в 2012 году Д. А. Медведев способствовал получению «Мостотрестом» Ротенберга подрядов на дорожное строительство в Москве на несколько десятков миллиардов рублей без конкурса. Ключевые проекты компании «Мостотрест»: мост «Живописный» через Москву-реку в Серебряном бору в Москве, вантовый мост через Оку около Мурома, Пулковская транспортная развязка и Большой Обуховский мост в Санкт-Петербурге.
По оценкам Forbes, по состоянию на 2013 год, компании, связанные с Ротенбергом, получили государственные заказы на сумму свыше 1 трлн рублей, а сам Ротенберг занимал 31 место в рейтинге «Богатейшие бизнесмены России».
Ротенберг является одним из фигурантов Панамского досье, согласно которому, были выявлены официальные документы, подтверждающие, что в 2013 году Ротенберг вывел 231 млн $ на счет офшорной компании с Виргинских островов.
В 2013 году «Газпром» увеличил контракт Ротенберга на Краснодарский трубопровод на 45 %, затем продолжил платежи через год после отмены болгарского сегмента.
В 2013 году Ротенберг стал председателем издательства ОАО «Издательство „Просвещение“», которое ещё со времён СССР было крупнейшим поставщиком учебников. В том же 2013 году Министерством образования РФ был создан внутренний совет для проверки всех учебников. Многие из книг конкурентов «Просвещения» не прошли эту новую оценку, за счёт чего ОАО «Просвещение» выиграло около 70 % контрактов на новые учебники для Российской Федерации на следующий 2014 год.
4 апреля 2014 года номинальный бенефициар производителя телепередач «Красный квадрат» Лариса Синельщикова передала Ротенбергу 51 % акций компании, включая долю 51 % в ООО «Красный квадрат», ООО «Мандарин», ООО «Гранат» и ООО «Изюм». Финансовые параметры сделки при этом не раскрывались. 6 июля 2015 года дополнительным соглашением Синельщикова передала Ротенбергу остальные 49 % акций «Красного квадрата» и его дочерних компаний. Комментируя факт передачи ему акций, Ротенберг назвал Синельщикову своим бизнес-партнёром и заявил, что их «ждёт плодотворная совместная работа над будущими проектами».
В 2014 году в ходе подготовки зимних Олимпийских игр в Сочи Ротенберг получил от государства контракты на общую сумму 7 млрд $, в том числе на прибрежную магистраль стоимостью 2 млрд $ и подводный газопровод, который обошёлся в 300 % в сравнении с ценами других поставщиков.

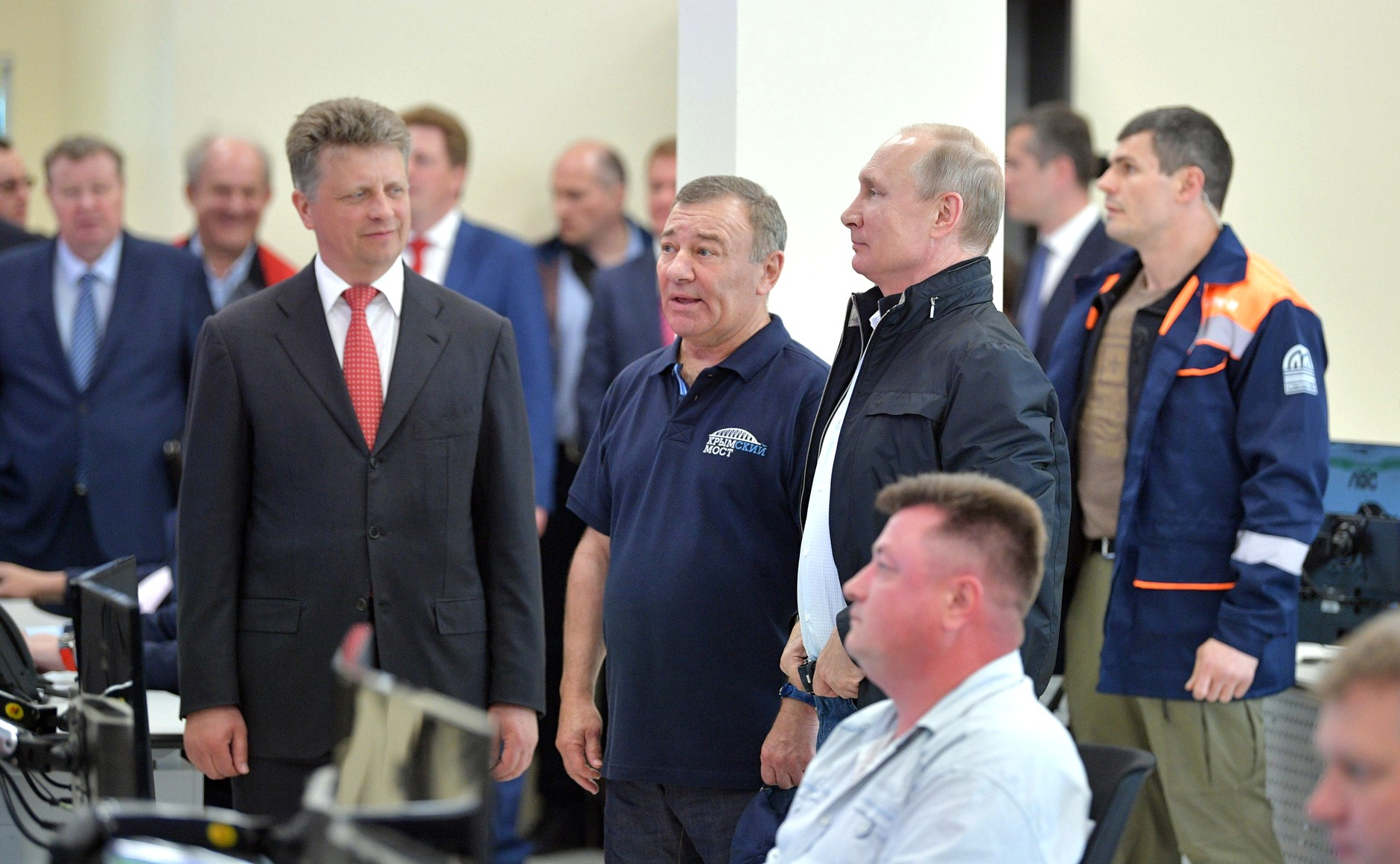
Аркадий Ротенберг на церемонии открытия автодорожной части Крымского моста. 15 мая 2018 года

30 января 2015 года распоряжением Правительства РФ под управлением Д. А. Медведева единственным подрядчиком работ по проектированию и строительству Крымского моста стало принадлежащее Аркадию Ротенбергу ООО «Стройгазмонтаж». 15 мая 2018 года на церемонии открытия автодорожной части Крымского моста, в которой принял участие Владимир Путин, Аркадий Ротенберг заявил, что Крымский мост, строительством которого также занимается принадлежащее ему ПАО «Мостотрест», будет построен в декабре 2019 года, а его эксплуатационный срок составит 100 лет.
Компания «Стройгазмонтаж» проводит реконструкцию международного детского центра Артек.
В декабре 2015 года «Газпром» выбрал «Стройгазмонтаж» подрядчиком по строительству объектов газопровода Сила Сибири на сумму 197,7 млрд руб. (пять контрактов: стоимостью, соответственно, 44,5, 47,8, 46,6, 35 и 23,8 млрд руб.).
В марте 2016 года издание Meduza связывало интерес одной из компаний Аркадия Ротенберга к аэропорту «Домодедово» с уголовным делом и арестом владельца аэропорта Дмитрия Каменщика.
В августе 2016 года в партнёрстве с Артёмом Оболенским учредил компанию ООО «Национальная газовая группа» (НГГ). Аркадий Ротенберг продал свою долю в ноябре 2016 года.
В 2017 году было объявлено о покупке структурами Ротенберга активов спортивно-развлекательного квартала «Парк Легенд».
В ноябре 2019 года бизнесмен продал долю в компании «Стройгазмонтаж» новому единому подрядчику «Газпрома», компании «Газстройпром». Сумма сделки составила 75 млрд руб., а вырученные деньги, со слов Аркадия Ротенберга, он собирается потратить на инвестиции в России.
30 января 2021 года назвал себя бенефициаром так называемого «дворца Путина» в Геленджике, который фигурирует в последнем расследовании Фонда борьбы с коррупцией. Он заявил, что приобрёл эту резиденцию «несколько лет назад» и хочет превратить её в апарт-отель.

### Некоммерческая деятельность
В июне 1998 года стал генеральным директором некоммерческого предприятия Фонд «Спортивный клуб дзюдо Явара-Нева».
Является Председателем Попечительского совета ДОСААФ России.
В феврале 2018 года было объявлено, что Аркадий Ротенберг готовит к запуску бесплатный для подростков «развлекательно-развивающий» проект под рабочим названием «Кругозор», нацеленный на подростков от 12 до 16 лет. По заявлению предпринимателя, одна из задач проекта — «уберечь детей от негативного воздействия улицы, в частности АУЕ». Сроки и масштабы начала действия проекта не озвучивались.
С 2019 года совместно с ФДР участвует в создании и развитии проекта «Дошкольное дзюдо» в России, направленного на спортивное воспитание детей дошкольного возраста от 3 до 6 лет.

## Собственность
- Является прямым владельцем ООО «СГМ-Мост»[51].
- Владеет 36,8 % акций банка «Северный морской путь» (СМП Банк). Совместно с братом — Борисом Ротенбергом, владеет контрольным пакетом[52].
- Совместно с братом владеет 100 % акций Инвесткапиталбанка, г. Уфа[53].
- До 2015 года совместно с братом контролировал 26,44 % акций компании Мостотрест через офшор Marc O’Polo (у братьев 68,5 % акций Marc O’Polo, владеющей 38,6 % Мостотреста)[54]. Сначала Аркадий Ротенберг передал контроль над своей долей в Marc O’Polo сыну Игорю. Затем 30 апреля 2015 года Marc O’Polo продал свой пакет акций ПАО «Мостотрест» ОАО «ТФК-Финанс», Игорь Ротенберг получил за свою долю 6,9 млрд рублей[55]. В апреле 2018 года структура Аркадия Ротенберга купила 94,2 % акций компании[56].
- Входил в капитал Новороссийского морского торгового порта[2] Продал свою долю в 2011 году[57].
- Совместно с Михаилом Черкасовым (50 % на 50 %) владеет строительной компанией «Паритет», которая возводит монолитные дома в Калуге, Твери, Звенигороде[2].
- 79,6 % акций АО «Минудобрения» (г. Россошь Воронежской обл.) — приобретены в 2011 году у сенатора Н. М. Ольшанского.[58]
- По его словам, владеет резиденцией на мысе Идокопас в Краснодарском крае[45].

## Состояние
Входит в рейтинг журнала Forbes, с состоянием к 2012 году — 1 млрд $:
- № 1153 «Российские миллиардеры в мировом рейтинге» — 2012
- № 92 «Богатейшие бизнесмены России» — 2011
- № 1056 «Российские бизнесмены в мировом рейтинге» — 2011

В рейтинге российских миллиардеров 2010 года, по данным журнала «Финанс» занимал 80-е место с состоянием 0,93 млрд $.
По данным журнала Forbes, состояние Ротенберга к 2018 году составляет уже 2,6 млрд $. Согласно данным министерства финансов США, это стало возможным благодаря вмешательству Владимира Путина, который помог Аркадию Ротенбергу вместе с его братом получить контракты на несколько миллиардов от Газпрома и на строительство объектов олимпиады в Сочи.
В 2020 году журнал Forbes назвал семью Ротенбергов богатейшей в России — первое место с общим состоянием $5,45 млрд (+$270 млн за год).

## Санкции
20 марта 2014 года в результате аннексии Крыма Российской Федерацией президент США Барак Обама подписал распоряжение, в соответствии с которым его правительство наложило санкции на братьев Ротенбергов и других близких друзей президента РФ Путина, включая Сергея Иванова и Геннадия Тимченко. Эти лица были помещены в Список Управление по контролю за иностранными активами из-за «нарушения суверенитета и территориальной целостности Украины». В апреле 2014 года попал под санкции Канады.
30 июля 2014 года Евросоюз включил Ротенберга в свой санкционный список отмечая что связанная с ним компания «получила контракт на государственные закупки от российской государственной компании на проведение технического обоснования в отношении строительства моста из России в незаконно аннексированную Автономную Республику Крым»
21 июня 2018 года Президент Украины Пётр Порошенко указом ввёл в действие решение СНБОУ от 21 июня 2018 года «О применении и внесении изменений в персональные специальные экономические и другие ограничительные меры (санкции)».
3 марта 2022 года Аркадий Ротенберг, его сыновья Павел и Игорь и дочь Лилия, были включены в санкционный список США «российских олигархов, способствующих войне Путина». По данным властей, фигуранты санкционного списка «обогащались за счет российского народа, а некоторые из них продвинули членов своей семьи на высокие посты. Другие занимают должности в крупнейших российских компаниях и отвечают за предоставление ресурсов, необходимых для поддержки вторжения Путина в Украину».
20 сентября 2020 года был внесён в санкционный список Монако.
После вторжения России на Украину Аркадий Ротенберг и члены его семьи были внесены в санкционные списки Австралии, Новой Зеландии, Украины, Швейцарии, Канады, Великобритании и Японии.

### Последствия санкций
23 сентября 2014 года итальянские власти наложили арест на имущество Аркадия Ротенберга, в список опечатанной недвижимости вошли отель «Berg Luxury» в Риме, квартира в Кальяри, вилла в городе Вилласимиус, вилла в Тарквинии, две виллы в Арзакене, а также две компании: зарегистрированная на Кипре Olpon Investment Limited и римская Aurora 31. Общая стоимость арестованного имущества, по данным Reuters, составила 30 млн евро.
В связи с этим Государственная дума обсуждала, но не приняла так называемый «Закон Ротенберга», согласно которому потери российских граждан от конфискации их имущества, находящегося за границей, будут возмещаться из государственного бюджета.
30 ноября 2016 года трибунал Суда Евросоюза частично одобрил иск Ротенберга об отмене санкций. «Он [трибунал суда] аннулировал ограничительные меры, действовавшие с 31 июля 2014 года по 14 марта 2015 года, но подтвердил их (действие) за период от 15 марта 2015 года по 15 сентября 2016 года», — говорится в решении суда. Также отмечается, что Совет ЕС не смог должным образом обосновать необходимость включения Ротенберга в санкционный список в период с июля по март 2015 года. В частности, по мнению суда, упоминания о близости бизнесмена к «принимающим решения» российским политикам недостаточно для наложения санкций. Действующие санкции с 15 марта 2015 года остались в силе.
В 2021 году в Латвии были конфискованы средства трёх иностранных компаний (4 миллиона евро), возможно, связанных с Ротенбергом (у СГБ возникли подозрения, что счета использовались в интересах Ротенберга).
Согласно расследованию «Би-би-си» от 2022 года, братья Ротенберги смогли обходить санкции через использование английских товариществ с ограниченной ответственностью, от которых закон не требует идентифицировать её настоящих владельцев.

## Награды
- Герой Труда Российской Федерации (16 марта 2020 года) — за особые трудовые заслуги в строительстве Крымского моста.[89]
- Орден «За заслуги перед Отечеством» III степени (19 октября 2022 года) — за вклад в развитие физической культуры и популяризациюю отечественного спорта[90]
- Орден Дружбы (13 сентября 2013 года) — за заслуги в развитии физической культуры и спорта и многолетнюю добросовестную работу.[91]
- Заслуженный работник физической культуры Российской Федерации (25 июля 2005 года) — за заслуги в развитии физической культуры и спорта и многолетнюю добросовестную работу[1][92]
- Заслуженный тренер Российской Федерации.[1]
- Почётная грамота Президента Российской Федерации (2 февраля 2013 года) — за успешную подготовку спортсменов, добившихся высоких спортивных достижений на Играх XXX Олимпиады 2012 года в городе Лондоне (Великобритания).[93]
- Благодарность Президента Российской Федерации (10 сентября 2016 года) — за заслуги в области физической культуры и спорта,  большой вклад в развитие отечественного хоккея[94][95]
- Благодарность Президента Российской Федерации (29 июня 2018 года) — за успешную подготовку спортсменов, добившихся высоких спортивных достижений на XXIII Олимпийских зимних играх 2018 года в городе Пхёнчхане (Республика Корея)[96]
- Орден преподобного Сергия Радонежского I степени (РПЦ, 27 июля 2015 года) — во внимание к помощи в восстановлении храма равноапостольного князя Владимира Православного Свято-Тихоновского гуманитарного университета и Московского епархиального дома.[97]
- В марте 2020 года Ротенберг сообщил, что между вручением ордена Дружбы и звания Героя труда он получил орден Почёта, о котором не объявлялось публично, за «кое-что полезное в Крыму»[98].